# 又貸し
又貸し（またがし）
| ウィキペディアには「又貸し」という見出しの百科事典記事はありません（タイトルに「又貸し」を含むページの一覧/「又貸し」で始まるページの一覧）。 代わりにウィクショナリーのページ「又貸し」が役に立つかもしれません。 |